# Eleições estaduais em Pernambuco em 2002
As eleições estaduais de Pernambuco em 2002 aconteceram em 6 de outubro como parte das eleições em 26 estados e no Distrito Federal. Foram escolhidos o governador Jarbas Vasconcelos, o vice-governador Mendonça Filho, os senadores Marco Maciel e Sérgio Guerra, 25 deputados federais e 48 estaduais. Como o eleito obteve mais da metade dos votos válidos, a eleição foi decidida em primeiro turno.
No primeiro turno da disputa pela presidência da República, Luiz Inácio Lula da Silva (PT) venceu José Serra (PSDB) por larga vantagem (1.657.476 votos, contra 1.015.496 do representante tucano); no segundo turno, o candidato do PT obteve 2.198.673 votos do eleitorado pernambucano (57,07%), enquanto Serra recebeu 1.654.132 (42,93%).
Para o governo do estado, Jarbas Vasconcelos, do PMDB, garantiu sua reeleição ainda no primeiro turno ao bater o candidato do PT, Humberto Costa, por larga vantagem (2.064.184 votos, contra 1.165.531 do petista).
Para as duas vagas do Senado Federal, o então vice-presidente da República Marco Maciel, do PFL, e Sérgio Guerra, do PSDB, foram eleitos. A coligação "União por Pernambuco" elegeu também a maioria dos deputados federais (15), contra 5 da "Frente de Esquerda de Pernambuco" e 4 da "Frente Popular das Oposições de Pernambuco" (todos eleitos pelo PSB), e também a maior parte dos deputados estaduais (23).

## Resultado da eleição para governador
| Candidatos a governador do estado | Candidatos a vice-governador | Número | Coligação                                                          | Votação   | Percentual |
| --------------------------------- | ---------------------------- | ------ | ------------------------------------------------------------------ | --------- | ---------- |
| Jarbas Vasconcelos PMDB           | Mendonça Filho PFL           | 15     | União por Pernambuco (PMDB, PFL, PSDB, PPB)                        | 2.064.184 | 60,41%     |
| Humberto Costa PT                 | Paulo Dantas PCdoB           | 13     | Frente de Esquerda de Pernambuco (PT, PCdoB, PL, PCB, PMN, PST)    | 1.165.531 | 34,11%     |
| Dilton da Conti PSB               | Anchieta Patriota PSB        | 40     | Frente Popular das Oposições de Pernambuco (PSB, PRP, PRTB, PTdoB) | 128.814   | 3,77%      |
| Ilo Jorge PDT                     | Hamilton Barros Falcão PTB   | 12     | Frente Trabalhista (PDT, PTB, PSL)                                 | 36.952    | 1,08%      |
| Ana Lins PSTU                     | Lenilson Santana PSTU        | 16     | —                                                                  | 6.547     | 0,19%      |
| Rui Alcântara PAN                 | Ana Luiza Arcoverde PAN      | 26     | —                                                                  | 6.487     | 0,19%      |
| Flávio Lapenda PTC                | Carlos Ferraz PTC            | 36     | —                                                                  | 5.449     | 0,15%      |
| Maurílio Silva PCO                | Sara Vilas PCO               | 29     | —                                                                  | 1.415     | 0,04%      |
| José Carlos Neves de Andrade PGT  | Luciano Duda PGT             | 30     | —                                                                  | 1.271     | 0,03%      |

## Resultado da eleição para senador
| Candidatos a senador da República | Candidatos a suplente de senador              | Número | Coligação                                                          | Votação   | Percentual |
| --------------------------------- | --------------------------------------------- | ------ | ------------------------------------------------------------------ | --------- | ---------- |
| Marco Maciel PFL                  | Gustavo Krause PFL Marcus Antônio PMDB        | 256    | União por Pernambuco (PMDB, PFL, PSDB, PPB)                        | 1.799.895 | 28,92%     |
| Sérgio Guerra PSDB                | Roberto Pandolfi PMDB João Batista Alves PSDB | 456    | União por Pernambuco (PMDB, PFL, PSDB, PPB)                        | 1.675.779 | 26,93%     |
| Carlos Wilson PTB                 | Luciano Bivar PSL Douglas Cintra PDT          | 141    | Frente Trabalhista (PDT, PTB, PSL)                                 | 1.330.451 | 21,38%     |
| Dilson Peixoto PT                 | Elediak Cordeiro PL Neuma Guedes PT           | 131    | Frente de Esquerda de Pernambuco (PT, PCdoB, PL, PCB, PMN, PST)    | 1.112.647 | 17,88%     |
| João Arraes PSB                   | Adilson Gomes PSB Amaro Ferraz PSB            | 400    | Frente Popular das Oposições de Pernambuco (PSB, PRP, PRTB, PTdoB) | 239.197   | 3,84%      |
| Nelson Borges PPS                 | Amaro Miranda PPS Daniel Silva PPS            | 231    | —                                                                  | 24.284    | 0,39%      |
| Kátia Telles PSTU                 | Marcelo Barreto PSTU Joaquim Magalhães PSTU   | 161    | —                                                                  | 17.234    | 0,27%      |
| José Pantaleão da Silva PSTU      | Rivaldo Siqueira PSTU Gilson Leitão PSTU      | 162    | —                                                                  | 10.369    | 0,16%      |
| Odicir Potes Vale PAN             | Vital Barros PAN Luiz Severino PAN            | 261    | —                                                                  | 4.112     | 0,06%      |
| Milson Carvalho PGT               | Alcides Ribeiro PGT Izaque Gomes PGT          | 300    | —                                                                  | 3.244     | 0,05%      |
| Marcelino da Silva PAN            | Jackson Araújo PAN Romildo Almeida PAN        | 262    | —                                                                  | 3.220     | 0,05%      |
| Marytz Mendes PCO                 | Marinalva Dias PCO José Francisco Vieira PCO  | 299    | —                                                                  | 1.647     | 0,02%      |

## Resultado da eleição para presidente em Pernambuco

### Primeiro turno
| Candidatos a presidente da República | Candidatos a vice-presidente | Número | Coligação                                 | Votação   | Percentual |
| ------------------------------------ | ---------------------------- | ------ | ----------------------------------------- | --------- | ---------- |
| Luiz Inácio Lula da Silva PT         | José Alencar PL              | 13     | Lula Presidente (PT, PL, PCdoB, PCB, PMN) | 1.657.476 | 46,44%     |
| José Serra PSDB                      | Rita Camata PMDB             | 45     | Grande Aliança (PSDB, PMDB)               | 1.015.496 | 28,45%     |
| Anthony Garotinho PSB                | José Antônio Almeida PSB     | 40     | Brasil Esperança (PSB, PGT, PTC)          | 651.445   | 18,25%     |
| Ciro Gomes PPS                       | Paulo Pereira da Silva PTB   | 23     | Frente Trabalhista (PPS, PTB, PDT)        | 235.145   | 6,59%      |
| José Maria de Almeida PSTU           | Dayse Oliveira PSTU          | 16     | —                                         | 8.838     | 0,25%      |
| Rui Costa Pimenta PCO                | Pedro Paulo de Abreu PCO     | 29     | —                                         | 922       | 0,03%      |

### Segundo turno
| Candidatos a presidente da República | Candidatos a vice-presidente | Número | Coligação                                 | Votação   | Percentual |
| ------------------------------------ | ---------------------------- | ------ | ----------------------------------------- | --------- | ---------- |
| Luiz Inácio Lula da Silva PT         | José Alencar PL              | 13     | Lula Presidente (PT, PL, PCdoB, PCB, PMN) | 2.198.673 | 57,07%     |
| José Serra PSDB                      | Rita Camata PMDB             | 45     | Grande Aliança (PSDB, PMDB)               | 1.654.132 | 42,93%     |

## Deputados federais eleitos
São relacionados os candidatos eleitos com informações complementares da Câmara dos Deputados.

Representação eleita
  PFL: 5
  PMDB: 4
  PSB: 4
  PSDB: 3
  PT: 3
  PPB: 3
  PL: 1
  PCdoB: 1
  PPS: 1

Fonteː
| Número | Deputados federais eleitos | Partido | Votação | Percentual | Cidade onde nasceu | Unidade federativa  |
| 1515   | Carlos Eduardo Cadoca      | PMDB    | 211.864 | 5,55%      | Recife             | Pernambuco          |
| 4566   | Roberto Magalhães          | PSDB    | 204.768 | 5,37%      | Canguaretama       | Rio Grande do Norte |
| 2525   | Inocêncio Oliveira         | PFL     | 196.474 | 5,15%      | Serra Talhada      | Pernambuco          |
| 4040   | Miguel Arraes              | PSB     | 181.235 | 4,75%      | Araripe            | Ceará               |
| 1511   | Armando Monteiro           | PMDB    | 145.948 | 3,82%      | Recife             | Pernambuco          |
| 2515   | André de Paula             | PFL     | 109.584 | 2,87%      | Recife             | Pernambuco          |
| 1310   | Maurício Rands             | PT      | 107.741 | 2,82%      | Recife             | Pernambuco          |
| 2555   | José Mendonça Bezerra      | PFL     | 94.578  | 2,48%      | Belo Jardim        | Pernambuco          |
| 1369   | Paulo Rubem Santiago       | PT      | 91.881  | 2,41%      | Rio de Janeiro     | Rio de Janeiro      |
| 1313   | Fernando Ferro             | PT      | 91.750  | 2,40%      | Bom Conselho       | Pernambuco          |
| 4550   | Luiz Piauhylino            | PSDB    | 86.928  | 2,28%      | Recife             | Pernambuco          |
| 1111   | Severino Cavalcanti        | PPB     | 80.668  | 2,11%      | João Alfredo       | Pernambuco          |
| 2222   | Pastor Marcos de Jesus     | PL      | 80.084  | 2,10%      | Recife             | Pernambuco          |
| 4590   | José Múcio Monteiro        | PSDB    | 78.610  | 2,06%      | Recife             | Pernambuco          |
| 1133   | Ricardo Fiúza              | PPB     | 77.469  | 2,03%      | Fortaleza          | Ceará               |
| 6513   | Renildo Calheiros          | PCdoB   | 72.324  | 1,89%      | Murici             | Alagoas             |
| 1555   | José Chaves                | PMDB    | 71.250  | 1,86%      | Recife             | Pernambuco          |
| 2550   | Joaquim Francisco          | PFL     | 70.949  | 1,86%      | Recife             | Pernambuco          |
| 2530   | Osvaldo Coelho             | PFL     | 70.301  | 1,86%      | Juazeiro           | Bahia               |
| 4010   | Eduardo Campos             | PSB     | 69.975  | 1,83%      | Recife             | Pernambuco          |
| 1122   | Pedro Corrêa               | PPB     | 66.172  | 1,73%      | Rio de Janeiro     | Rio de Janeiro      |
| 4000   | Gonzaga Patriota           | PSB     | 58.892  | 1,54%      | Sertânia           | Pernambuco          |
| 4022   | Pastor Francisco Olímpio   | PSB     | 57.544  | 1,50%      | São Bento do Norte | Rio Grande do Norte |
| 1500   | Raul Jungmann              | PMDB    | 55.225  | 1,44%      | Recife             | Pernambuco          |
| 2323   | Roberto Freire             | PPS     | 54.003  | 1,41%      | Recife             | Pernambuco          |

## Deputados estaduais eleitos
Estavam em jogo as 49 cadeiras da Assembleia Legislativa de Pernambuco.

Representação eleita
  PFL: 7
  PMDB: 7
  PSDB: 6
  PSB: 5
  PT: 5
  PPB: 3
  PDT: 3
  PSD: 3
  PL: 2
  PSC: 2
  PPS: 1
  PSL: 1
  PSDC: 1
  PV: 1
  PCdoB: 1
  PTB: 1

Fonteː
| Número | Deputados estaduais eleitos | Partido | Votação | Percentual | Cidade onde nasceu       | Unidade federativa |
| 15999  | Raul Henry                  | PMDB    | 117.471 | 3,08%      | Recife                   | Pernambuco         |
| 22190  | Soldado Moisés              | PL      | 58.297  | 1,53%      | Recife                   | Pernambuco         |
| 45111  | Bruno Araújo                | PSDB    | 57.452  | 1,50%      | Recife                   | Pernambuco         |
| 11166  | Manoel Ferreira             | PPB     | 52.883  | 1,38%      | Jaboatão dos Guararapes  | Pernambuco         |
| 13111  | Sérgio Leite                | PT      | 52.523  | 1,37%      | Recife                   | Pernambuco         |
| 12012  | José Queiroz                | PDT     | 46.408  | 1,21%      | Caruaru                  | Pernambuco         |
| 12345  | Guilherme Uchoa             | PDT     | 44.825  | 1,17%      | Timbaúba                 | Pernambuco         |
| 25155  | Augusto Coutinho            | PFL     | 44.760  | 1,17%      | Recife                   | Pernambuco         |
| 40115  | Izaias Régis                | PSB     | 43.367  | 1,13%      | Terezinha                | Pernambuco         |
| 25125  | Elias Lira                  | PFL     | 43.010  | 1,12%      | Vitória de Santo Antão   | Pernambuco         |
| 15111  | João Negromonte             | PMDB    | 42.209  | 1,10%      | Vicência                 | Pernambuco         |
| 40890  | Pastor Cleiton Collins      | PSB     | 41.442  | 1,08%      | Petrolina                | Pernambuco         |
| 22222  | Missionária Dilma Lins      | PL      | 41.235  | 1,08%      | Buriti                   | Maranhão           |
| 15025  | Ricardo Teobaldo            | PMDB    | 40.124  | 1,05%      | Limoeiro                 | Pernambuco         |
| 45678  | Antônio Moraes              | PSDB    | 39.807  | 1,04%      | Macaparana               | Pernambuco         |
| 25555  | Ciro Coelho                 | PFL     | 38.519  | 1,01%      | Casa Nova                | Bahia              |
| 25150  | Romário                     | PFL     | 37.953  | 0,99%      | Simão Dias               | Sergipe            |
| 45555  | Fernando Lupa               | PSDB    | 36.872  | 0,96%      | Recife                   | Pernambuco         |
| 11160  | Henrique Queiroz            | PPB     | 36.704  | 0,96%      | Limoeiro                 | Pernambuco         |
| 25255  | Coronel Rufino              | PFL     | 35.816  | 0,94%      | Bom Jardim               | Pernambuco         |
| 15215  | Claudiano Martins           | PMDB    | 35.505  | 0,93%      | Itaíba                   | Pernambuco         |
| 25181  | Maviael Cavalcanti          | PFL     | 34.421  | 0,90%      | Macaparana               | Pernambuco         |
| 25232  | Roberto Liberato            | PFL     | 34.244  | 0,89%      | Caruaru                  | Pernambuco         |
| 15222  | Jacilda Urquisa             | PMDB    | 33.956  | 0,89%      | Bom Conselho             | Pernambuco         |
| 45444  | Pedro Eurico                | PSDB    | 33.438  | 0,87%      | Recife                   | Pernambuco         |
| 40123  | Aglailson Júnior            | PSB     | 33.418  | 0,87%      | Recife                   | Pernambuco         |
| 15555  | Marcantonio Dourado         | PMDB    | 32.730  | 0,85%      | Lajedo                   | Pernambuco         |
| 13500  | Isaltino Nascimento         | PT      | 32.037  | 0,84%      | Recife                   | Pernambuco         |
| 11111  | Bruno Rodrigues             | PPB     | 31.900  | 0,83%      | Recife                   | Pernambuco         |
| 45123  | Augusto César               | PSDB    | 30.402  | 0,79%      | Serra Talhada            | Pernambuco         |
| 45699  | Malba Lucena                | PSDB    | 29.865  | 0,73%      | Maceió                   | Alagoas            |
| 20101  | Ana Cavalcanti              | PSC     | 27.821  | 0,72%      | São Paulo                | São Paulo          |
| 23123  | Betinho Gomes               | PPS     | 27.711  | 0,72%      | Cabo de Santo Agostinho  | Pernambuco         |
| 15015  | Lula Cabral                 | PMDB    | 27.465  | 0,72%      | Cabo de Santo Agostinho  | Pernambuco         |
| 17111  | Raimundo Pimentel           | PSL     | 26.553  | 0,69%      | Maceió                   | Alagoas            |
| 27777  | Adelmo Duarte               | PSDC    | 26.314  | 0,69%      | Lajedo                   | Pernambuco         |
| 43147  | Lourival Simões             | PV      | 25.876  | 0,67%      | Paulo Afonso             | Bahia              |
| 20020  | Ana Rodovalho               | PSC     | 25.811  | 0,67%      | Recife                   | Pernambuco         |
| 65113  | Nelson Pereira              | PCdoB   | 25.680  | 0,67%      | Recife                   | Pernambuco         |
| 41136  | Sebastião Oliveira Júnior   | PSD     | 25.470  | 0,66%      | Recife                   | Pernambuco         |
| 13240  | Ceça                        | PT      | 24.670  | 0,64%      | Itapissuma               | Pernambuco         |
| 13610  | Roberto Leandro             | PT      | 24.534  | 0,64%      | Arcoverde                | Pernambuco         |
| 40140  | João Fernando Coutinho      | PSB     | 24.105  | 0,63%      | Recife                   | Pernambuco         |
| 41258  | Antônio Figueroa            | PSD     | 23.586  | 0,61%      | Santa Cruz do Capibaribe | Pernambuco         |
| 13613  | Teresa Leitão               | PT      | 23.104  | 0,60%      | Recife                   | Pernambuco         |
| 40200  | Carla Lapa                  | PSB     | 22.709  | 0,59%      | Carpina                  | Pernambuco         |
| 12655  | ALF                         | PDT     | 21.969  | 0,57%      | Olinda                   | Pernambuco         |
| 14514  | Ettore Labanca              | PTB     | 20.940  | 0,55%      | Recife                   | Pernambuco         |
| 41641  | Silvio Costa                | PSD     | 19.538  | 0,51%      | Rio Formoso              | Pernambuco         |

## Aspectos da campanha

### Organizações "TabaJarbas"
No início da campanha eleitoral, o programa do candidato Humberto Costa, da "Frente de Esquerda de Pernambuco" (PT, PCdoB, PCB, PL, PMN e PST), exibiu o quadro "Organizações TabaJarbas" (uma sátira das Organizações Tabajara, do programa humorístico Casseta & Planeta, Urgente!), com o objetivo de provocar Jarbas Vasconcelos. A assessoria jurídica da "União por Pernambuco" (PMDB, PFL, PSDB, PPB e PTN) alegou que o quadro expôs o governador e candidato à reeleição ao ridículo e pediram a suspensão da exibição, além de impedir a veiculação do guia eleitoral de Humberto Costa
Em 28 de agosto, o desembargador-auxiliar Maurício Albuquerque aceitou a denúncia da "União por Pernambuco" e concedeu uma liminar para que o PT retirasse as "Organizações TabaJarbas" do ar

### Curiosidades da eleição
Foi a primeira eleição estadual disputada pelo PAN (que apoiou Jarbas Vasconcelos em 1998, embora não tivesse lançado nenhuma candidatura a deputado), que lançou o coronel aposentado Rui Alcântara como candidato a governador, tendo ainda Cidinho e Professor Marcelino para disputar o Senado Federal. As maiores votações foram para deputado estadual, sendo o Coronel José Alves (10.335 votos), Cidinez Custódio (5.895), Manoelzinho (4.050), Fernando Mello (3.618) e Dr. Edinário Lins (3.252) os candidatos do partido mais bem posicionados.
6 partidos lançaram apenas candidatos a deputado federal e estadual: PHS, PSDC, PV, PSD, PSC e PTN (que apoiou informalmente a candidatura de Jarbas Vasconcelos). O PRONA, que participou da eleição de 1998, ficou de fora do pleito.
O PTC, que lançou Flávio Lapenda para disputar o governo estadual, foi o único partido entre os que disputaram o Executivo estadual que não teve um postulante ao Senado, e teve apenas 2 candidatos aptos para disputar a eleição - Roberto Rivelino para deputado federal e Livaldo Vigilante para estadual. Ambos não tiveram votação expressiva.